# Sarops malaysiaensis
Sarops malaysiaensis är en stekelart som beskrevs av Fischer 2005. Sarops malaysiaensis ingår i släktet Sarops och familjen bracksteklar. Inga underarter finns listade i Catalogue of Life.